# Na legalu (singel)
Na legalu (zapis stylizowany: na legalu) – drugi singel polskiej piosenkarki Bryski z jej debiutanckiego albumu studyjnego, zatytułowanego moja ciemność. Singel został wydany 18 lutego 2022.

## Geneza utworu i historia wydania
Utwór napisali i skomponowali Gabriela Nowak-Skyrpan, Thomas Martin Leithead-Docherty i Edward Leithead-Docherty, którzy również odpowiadają za produkcję piosenki.
Singel ukazał się w formacie digital download 18 lutego 2022 w Polsce za pośrednictwem wytwórni płytowej Magic Records w dystrybucji Universal Music Polska. Kompozycja promowała debiutancki album studyjny Bryski – moja ciemność.
Utwór znalazł się na polskich składankach: Hity na czasie: Lato 2022 (wydana 24 czerwca 2022) i Bravo Hits: Lato 2022 (wydana 24 czerwca 2022).

## Teledysk
Do utworu powstał teledysk w reżyserii Alana Kępskiego, który udostępniono w dniu premiery singla za pośrednictwem serwisu YouTube.

## Lista utworów
- Digital download[2]

1. „Na legalu” – 2:53

## Na legalu (Mark Neve Rework)
Na legalu (Mark Neve Rework) (zapis stylizowany: na legalu (2k23 Mark Neve rework)) – singel promocyjny polskiej piosenkarki Bryski. Piosenka została zremiksowana przez Marka Neve. Singel został wydany 9 marca 2023.
Nagranie otrzymało w Polsce status złotego singla, przekraczając liczbę 25 tysięcy sprzedanych kopii.

### Geneza utworu i historia wydania
Piosenka została napisana i skomponowana przez Gabrielę Nowak-Skyrpan, Thomasa Martina Leithead-Docherty, Edwarda Leithead-Docherty i Marco Quisisana.
Singel ukazał się w formacie digital download 9 marca 2023 w Polsce za pośrednictwem wytwórni płytowej Magic Records w dystrybucji Universal Music Polska.
Utwór znalazł się na polskich składankach: Hity na czasie: Wiosna 2023 (wydana 21 kwietnia 2023) i Bravo Hits: Wiosna 2023 (wydana 21 kwietnia 2023).

### Teledysk
Do utworu powstał teledysk, za który tak jak w oryginalnej wersji piosenki, odpowiada Alan Kępski, a udostępniono go 9 marca 2023 za pośrednictwem serwisu YouTube.

### Lista utworów
- Digital download[8]

1. „Na legalu (2k23 Mark Neve Rework)” – 2:15

### Certyfikaty
| Kraj          | Certyfikat  | Sprzedaż |
| ------------- | ----------- | -------- |
| Polska (ZPAV) | złota płyta | 25 000+  |